# Banlieue 13
Ne doit pas être confondu avec B13.
Série
Banlieue 13 : Ultimatum
(2009)
Pour plus de détails, voir Fiche technique et Distribution.
Banlieue 13 (parfois abrégé B13) est un film français réalisé par Pierre Morel et sorti en 2004. Il s'agit d'un film d'anticipation présentant une ville de Paris dystopique en 2013. Le film est produit par Luc Besson, qui coécrit également le scénario avec Bibi Naceri.
Une suite intitulée Banlieue 13 : Ultimatum est sortie en février 2009.

## Synopsis
À Paris, en 2013, devant la montée de la criminalité, le gouvernement a décidé de construire un mur pour isoler les cités de la banlieue du reste de Paris. Les gangs y règnent en maîtres absolus, dont le plus puissant est dirigé d'une main de fer par Taha Ben Mahmoud.
Leïto, un habitant de la cité opposé au trafic de drogue, a dérobé 20 kilos d'héroïne au gang de Taha ; il la détruit dans sa baignoire à l'aide de produits chimiques. Furieux, Taha envoie ses hommes la récupérer et lui livrer Leïto, mais après une course-poursuite urbaine, il réussit à s'enfuir, aidé par son agilité exceptionnelle.
Pour se venger, Taha demande conseil à ses hommes et après en avoir tué cinq, étant insatisfait de leurs suggestions, il ordonne à K2, son bras droit, d'enlever Lola, la jeune sœur de Leïto, pour s'en servir comme otage. Leïto parvient à s'introduire discrètement chez Taha et délivre sa sœur. Ils emmènent ensuite le chef du gang jusqu'au commissariat le plus proche. Poursuivis en voiture par les hommes de Taha, ils expliquent aux policiers qui ils amènent, avec de l'héroïne. Le commissariat est assiégé par le gang de Taha et le commissaire, dont c'est le dernier jour avant la retraite, ne veut pas de bataille rangée. Il place Leïto en prison et relâche Taha, qui repart en enlevant de nouveau Lola.
Six mois plus tard, le capitaine Damien Tomaso, un agent d'élite de la police, est infiltré dans une organisation criminelle des beaux quartiers. Il coffre Carlos Montoya, le chef de ce groupe. Après ce succès, son supérieur, mandaté par Krüger, le secrétaire à la défense, lui confie la mission de retrouver une bombe qui a disparu dans la Banlieue n° 13 et qui explosera dans un délai de vingt-quatre heures si elle n'est pas désamorcée. Il sera accompagné de Leïto qui lui servira de guide dans la Banlieue 13. Après leur évasion d'un fourgon cellulaire et un premier contact houleux, Damien accepte d'abord d'aider Leïto à délivrer sa sœur des mains de Taha, à condition qu'il l'aide ensuite à retrouver la bombe.
Se laissant capturer pour approcher de Taha, Damien et Leïto s'évadent après avoir fait croire à Taha que la bombe serait rachetée par le ministère de la Défense pour vingt millions d'euros par virement sur un compte de celui-ci. Après avoir abattu de sang-froid le geôlier, Taha découvre que l'argent du rachat n'a pas été déposé sur son compte en banque, mais aussi que l'ensemble de ses comptes ont été vidés par le ministère. Il est tué à son tour par son propre gang, celui-ci refusant de se remettre à son service. Damien et Leïto retrouvent l'immeuble où se trouve la bombe. K2, le nouveau chef du gang arrivé juste après eux, leur ordonne de la désamorcer.
Dans l'immeuble, Damien et Leïto combattent un gigantesque colosse appelé « Yéti », que Leïto ligote grâce à nouveau à son agilité. Près de la bombe à laquelle est attachée Lola, Damien appelle Krüger pour connaître le code de désamorçage. Leïto réalise que le code donné est suspect car il correspond à la date du jour et au lieu où ils se trouvent. Il pense alors que ce code ne désamorce pas la bombe, mais la mette au contraire en marche. Leïto veut empêcher Damien de le composer et une bagarre éclate. Lola empêche au dernier moment Damien de composer le code, et la bombe n'explose finalement pas. Comprenant qu'il a été dupé par ses supérieurs, Damien la rapporte au ministère avec Leïto.
Sous la menace, Kruger révèle que le véritable plan était de faire exploser la bombe pour détruire la Banlieue 13 et ses habitants (invoquant que celle-ci coûte cher à l'État) et que Damien devait l'amorcer grâce au code qui lui a été donné. Ses aveux sont enregistrés et révélés dans les médias. Krüger est ensuite écarté. Plus tard, Leïto et Lola retournent dans la Banlieue 13, raccompagnés par Damien. On apprend que l'État promet de rouvrir les écoles et les commissariats dans la Banlieue 13.

## Fiche technique
Sauf indication contraire, les informations mentionnées dans cette section peuvent être confirmées par la base de données cinématographiques IMDb,  présente dans la section « Liens externes ».
- Titre original français et québécois : Banlieue 13
- Titre anglophone international : District 13
- Réalisation : Pierre Morel
- Scénario : Luc Besson et Bibi Naceri
- Musique : Damien Roques (crédité en tant que Da Octopusss)
- Direction artistique : Vraciu Eduard Daniel
- Décors : Hugues Tissandier
- Costumes : Martine Rapin et Alexandre Rossi
- Photographie : Manuel Teran
- Son : Frédéric Ullmann, Maud Lombart, Alexandre Hernandez
- Montage : Stéphanie Gaurier et Frédéric Thoraval
- Production : Luc Besson
  - Production déléguée : Bernard Grenet
  - Assistant de production : Mehdi Sayah
- Sociétés de production[1] : EuropaCorp et TF1 Films Production, avec la participation de Canal+
- Sociétés de distribution[2] : EuropaCorp Distribution (France) ; Belga Films (Belgique) ; Alliance Vivafilm (Québec) ; Pathé Films AG (Suisse romande)
- Budget : 9 millions d’ €[3]
- Pays de production :  France
- Langues originales : français, espagnol
- Format[4] : couleur - 35 mm - 2,35:1 (Cinémascope) - son DTS-ES | Dolby Digital EX
- Genre : Action, science-fiction et policier
- Durée : 84 minutes
- Dates de sortie[5] :
  - France, Suisse romande : 10 novembre 2004[6]
  - Belgique : 1er décembre 2004[7]
  - Québec : 23 juin 2006[8]
- Classification[9] :
  - France : interdit aux moins de 12 ans[10],[Note 1]
  - Belgique : tous publics (Alle Leeftijden)[7]
  - Québec : 13 ans et plus (violence) (13+ / 13 years and over)[8]
  - Suisse romande : interdit aux moins de 16 ans[11]

## Distribution
- David Belle : Leïto
- Cyril Raffaelli : le capitaine Damien Tomaso
- Tony D'Amario : K2
- Dany Verissimo : Lola
- Larbi Naceri : Taha Ben Mahmoud
- François Chattot : Krüger
- Nicolas Woirion : Corsini
- Patrick Olivier : le colonel
- Samir Guesmi : Jamel
- Jérôme Gadner : l'un des hommes de K2
- Tarik Boucekhine : Yoyo (para 1)
- Grégory Jean : Para 2
- Warren Zavatta : Para 3
- Dominique Dorol : Cerbère Taha
- Ludovic Berthillot : le gros mercenaire
- Azad : Tarik
- Alain Rimoux : le commissaire
- Marc Andreoni : Carlos Montoya
- Roberto Gil : Pedro
- Patrick Médioni : le caissier
- Bernard Grenet : M. Keijman
- Lyes Salem : Samy
- Christophe Maratier : le chef des SWAT
- Philippe Soutan : le conducteur du fourgon
- Michel Estrade : maton 1
- Jean-Marc Bellu : maton 2
- MC Jean Gab'1 : Molko
- Affif Ben Badra : l'un des hommes de K2

## Production

### Genèse et développement
Il s'agit de la première réalisation de Pierre Morel, qui était avant cela cadreur puis directeur de la photographie. Le film a connu une préproduction très rapide. Elle débute en janvier 2004. C'est Luc Besson qui a proposé le projet au cinéaste débutant : « Un jour je me suis retrouvé dans le bureau de Luc Besson qui me dit “tiens, lis ça et dis moi si ça te branche de réaliser ce film”. J'ai passé la nuit à lire le scénario et je l'ai rappelé le matin. Je lui ai dit que ça me branchait, mais que je me demandais si j'allais être à la hauteur. Il m'a répondu “ne commence pas à être désagréable !” (rires) On a débuté la préparation en janvier 2004. »

### Attribution des rôles
Les deux rôles principaux sont tenus par Cyril Raffaelli et David Belle, qui débutent dans ce rôle. Le premier est un cascadeur professionnel reconnu qui s'est fait remarquer dans d'autres productions de Luc Besson telles que Les Rivières pourpres 2 : les Anges de l'Apocalypse ou Le Baiser mortel du dragon, dans un combat l'opposant à Jet Li. Dans Banlieue 13, il est également le chorégraphe de toutes les scènes d'action et tient le rôle de Damien, ce qui constituait une première pour ce cascadeur habitué aux rôles exclusivement physiques. David Belle, l'interprète de Leïto, est un des fondateurs du parkour (avec les membres des Yamakasi), aussi appelé art du déplacement. Dans Banlieue 13, il fait la démonstration de son talent.
Pierre Morel justifie ce choix : « Le public a besoin de vrai héros, plus seulement d'acteurs qui font semblant. Les sportifs, les cascadeurs sont en train de devenir de vraies stars. Le coté réaliste de l'action plaît de plus en plus au spectateur à la recherche de sensations extrêmes. »

### Tournage
Le tournage a lieu en Roumanie (Pitești, Studios Mediapro Pictures à Buftea), ainsi qu'à Paris et en Île-de-France (Épinay-sur-Seine, Évry, Nanterre, Drancy, Méry-sur-Oise),. Pierre Morel décrit un tournage très rapide, « un marathon [...] un tournage assez long mais avec une telle énergie que c'est passé à une vitesse folle. »

## Bande originale
La musique du film est composée par Damien Roques (sous le pseudonyme de Da Octopusss). L'album de la bande originale contient des chansons de nombreux artistes et groupes de rap français ainsi que certaines compositions instrumentales.
Liste des titres
1. Iron Sy - Résistant (4:10)
2. MC Jean Gab'1 - Paname (4:32)
3. Diam's - Cause à effet (5:11)
4. Rohff feat. Intouchables Houston - Warriorz (4:43)
5. IAM - Mental de Vietcong (4:24)
6. Lino - Délinquante musique (5:44)
7. Da Octopusss - Motors (2:01) (instrumentale)
8. Singuila feat. Jacky Brown - En bas de ma fenêtre (3:39)
9. Nuttea feat. Sir Samuel - Je ne pourrai jamais oublier (4:08)
10. Kayliah - Ladies (3:52)
11. Jmi Sissoko - Loin de ça (3:22)
12. Da Octopusss - Bomb (2:47) (instrumentale)
13. Oxmo Puccino feat. Le Célèbre Bauza - Warriorz (4:30)
14. Loovay - J'ai le vocal de taille (3:49)
15. Melissa - Écoute l'écho (3:25)
16. Da Octopusss - Banlieue 13 (2:57) (instrumentale)
17. Da Octopusss - Opéra (3:43) (instrumentale)

## Sortie et accueil

### Accueil critique
Le film n'a pas été bien reçu par la critique tout en attirant un million de spectateurs dans les salles françaises. Aux États-Unis, c'est l'inverse qui s'est produit, le film n'a pas rencontré un large public, faute de distributions dans les salles (151 salles seulement), mais a connu un certain succès critique. Hollywood peinant à proposer de nouvelles sensations fortes dans ce registre, la critique locale a souvent vu dans Banlieue 13 le meilleur film d'action de l'année. À l'instar du cinéma d'action asiatique, et contrairement au cinéma d'action hollywoodien, Banlieue 13 est un film « physique » où les effets spéciaux informatiques ont assez peu de place.
De nombreux commentateurs du film l'ont présenté comme un mélange entre New York 1997 de John Carpenter (pour l'intrigue) et Ong-bak de Prachya Pinkaew (pour sa chorégraphie spectaculaire et l'absence d'effets spéciaux).

### Box-office
| Box-office France (sources Allociné)            | Box-office France (sources Allociné) | Box-office France (sources Allociné) |
| Semaine                                         | Entrées                              | Cumul                                |
| ----------------------------------------------- | ------------------------------------ | ------------------------------------ |
| 10 au 16 novembre 2004                          | 471 029                              | 471 029                              |
| 17 au 23 novembre 2004                          | 230 064                              | 701 093                              |
| 24 au 30 novembre 2004                          | 149 155                              | 850 248                              |
| 1 au 7 décembre 2004                            | 76 089                               | 926 337                              |
| 8 au 14 décembre 2004                           | 25 286                               | 951 623                              |
| Box-office États-Unis (sources Box Office Mojo) |                                      |                                      |
| 2 au 4 juin 2006                                | 411 544 $                            | 411 544 $                            |
| Recettes totales                                | 1 200 216 $                          | 1 200 216 $                          |
| Box-office Mondial (sources Box Office Mojo)    |                                      |                                      |
| Recettes mondiales                              | 10 976 892 $                         | 10 976 892 $                         |

## Distinctions
Entre 2005 et 2006, Banlieue 13 a été sélectionné 4 fois dans diverses catégories et a remporté 1 récompense,.

### Récompenses
- Bande-annonce d'or 2006 : Prix d'Or de la bande-annonce de la meilleure bande-annonce de film d'action étranger.

### Nominations
- NRJ Ciné Awards 2005[19] :
  - Meilleure baston,
  - Meilleure réplique pour MC Jean Gab'1.
- St. Louis Film Critics AssociationAssociation des critiques de cinéma de Saint-Louis 2006 : Meilleurs effets visuels / spéciaux.

## Remake
En 2013 débute le tournage d'un remake franco-américain intitulé Brick Mansions. Réalisé par Camille Delamarre, le film sort en 2014. David Belle y reprend son rôle alors que Cyril Raffaelli est remplacé par Paul Walker.